# Чемпіонат світу з лижних видів спорту
Чемпіонат світу з лижних видів спорту — сукупність різних спортивних змагань, які проводяться Міжнародною федерацією лижного спорту з 1925 року серед чоловіків і з 1954 року серед жінок.
У програму чемпіонатів світу входять три північні дисципліни: лижні перегони, стрибки з трампліна і лижне двоборство (пізніший вид спорту, що поєднує перші дві дисципліни). У період 1924—1939 років чемпіонати влаштовувалися щорічно, але після Другої світової війни стали проводитися по парних роках. Система була досить незручною, оскільки кожне друге змагання збігалося із зимовими Олімпійськими іграми, тому з 1985 року Чемпіонати світу вирішили проводити по непарних роках.

## Статистика за медалями
| Місце | Країна                              | Золото | Срібло | Бронза | Сума |
| ----- | ----------------------------------- | ------ | ------ | ------ | ---- |
| 1.    | Норвегія                            | 94     | 79     | 80     | 253  |
| 2.    | Фінляндія                           | 58     | 68     | 55     | 181  |
| 3.    | Росія (в тому числі ОК і СРСР)      | 57     | 50     | 46     | 153  |
| 4.    | Швеція                              | 39     | 29     | 38     | 106  |
| 5.    | Німеччина (в тому числі НДР)        | 30     | 36     | 27     | 93   |
| 6.    | Австрія                             | 11     | 11     | 21     | 43   |
| 7.    | Чехія (в тому числі Чехословаччина) | 10     | 16     | 17     | 43   |
| 8.    | Італія                              | 9      | 16     | 20     | 45   |
| 9.    | Японія                              | 8      | 8      | 8      | 24   |
| 10.   | Польща                              | 5      | 3      | 4      | 12   |
| 11.   | Казахстан                           | 3      | 2      | 2      | 7    |
| 12.   | Естонія                             | 2      | 5      | 2      | 9    |
| 13.   | Швейцарія                           | 2      | 3      | 5      | 10   |
| 14.   | Франція                             | 1      | 2      | 3      | 6    |
| 15.   | Словенія                            | 1      | 1      | 1      | 3    |
| 15.   | США                                 | 1      | 1      | 1      | 3    |
| 17.   | Іспанія                             | 1      | 1      | 0      | 2    |
| 18.   | Югославія                           | 1      | 0      | 0      | 1    |
| 19.   | Білорусь                            | 0      | 1      | 0      | 1    |
| 19.   | Словаччина                          | 0      | 1      | 0      | 1    |
| 21.   | Канада                              | 0      | 0      | 1      | 1    |
| 21.   | Україна                             | 0      | 0      | 2      | 2    |